# Ліпарі
Ліпарі (італ. Lipari) — муніципалітет в Італії, у регіоні Сицилія,  метрополійне місто Мессіна.
Ліпарі розташоване на відстані близько 440 км на південний схід від Рима, 145 км на схід від Палермо, 65 км на північний захід від Мессіни.
Населення — 12 634 особи (2014).

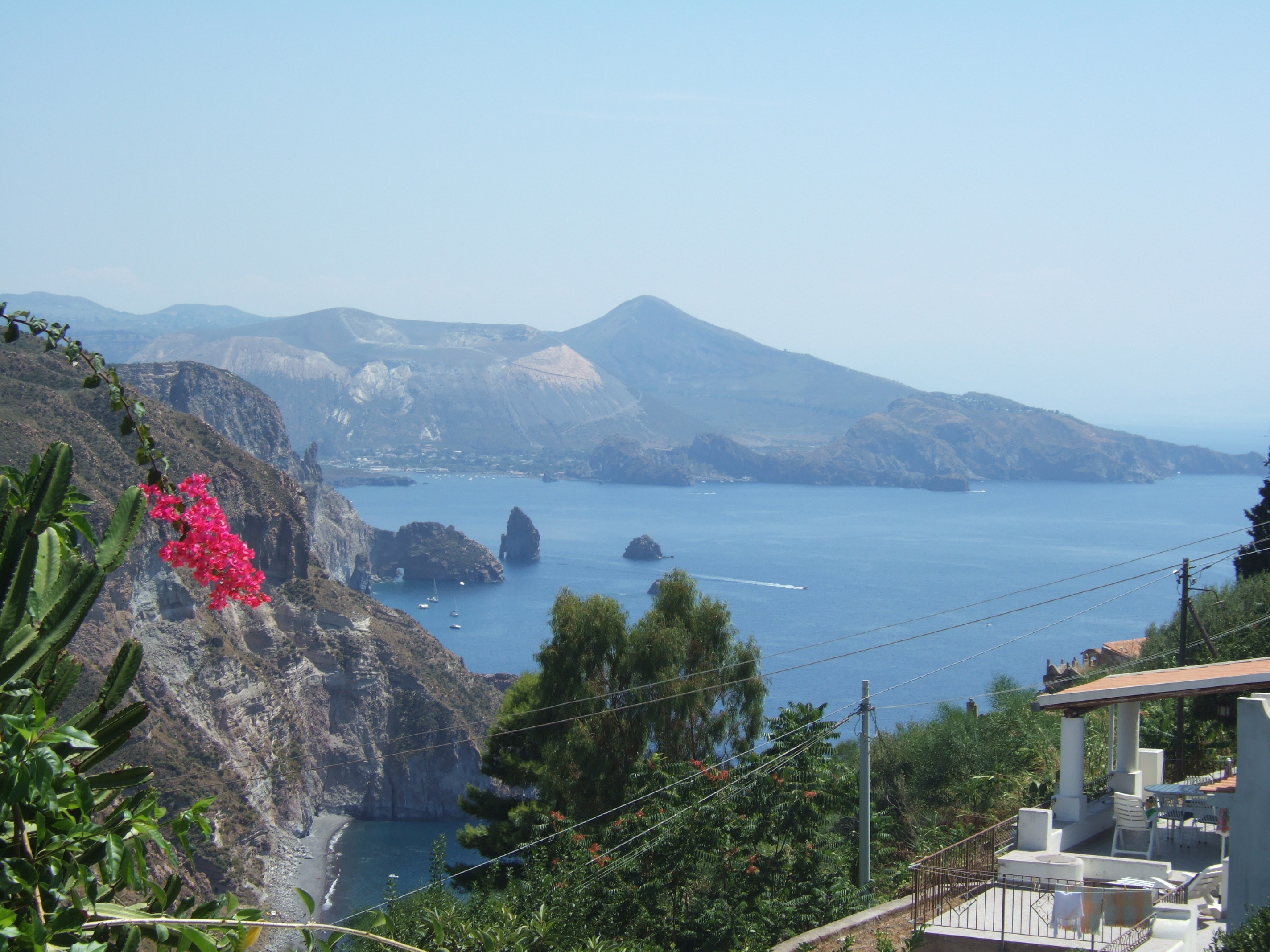

Щорічний фестиваль відбувається 24 серпня. Покровитель — святий Варфоломій.

## Демографія
Населення за роками:

Станом на 1 січня 2023 року в муніципалітеті офіційно проживало 946 іноземців з 54 країн, серед них 367 громадян країн Євросоюзу та 35 громадян України.

## Сусідні муніципалітети
- Лені
- Мальфа
- Санта-Марина-Саліна